# Saint-Saturnin-du-Bois
Saint-Saturnin-du-Bois is een gemeente in het Franse departement Charente-Maritime (regio Nouvelle-Aquitaine) en telt 746 inwoners (1999). De plaats maakt deel uit van het arrondissement Rochefort.

## Geografie
De oppervlakte van Saint-Saturnin-du-Bois bedraagt 25,4 km², de bevolkingsdichtheid is 29,4 inwoners per km².
De onderstaande kaart toont de ligging van Saint-Saturnin-du-Bois met de belangrijkste infrastructuur en aangrenzende gemeenten.

## Demografie
Onderstaande figuur toont het verloop van het inwonertal (bron: INSEE-tellingen).